# You Got the Love
You Got the Love – utwór grupy The Source wraz z gościnnym udziałem amerykańskiej piosenkarki Candi Staton, wydany w 1986 roku przez wytwórnię Streetwave Records. W 2008 roku cover utworu nagrała angielska piosenkarka Joss Stone na swój czwarty studyjny album, zatytułowany Colour Me Free!. W listopadzie 2009 roku cover tego utworu nagrał brytyjski zespół indie rockowy Florence and the Machine. Oprócz coverów wydane zostały także remiksy oryginalnej wersji utworu, które notowane były na listach przebojów.

## Listy przebojów

### You Got The Love
| Lista (2005)                       | Najwyższa pozycja |
| ---------------------------------- | ----------------- |
| Wielka Brytania (UK Singles Chart) | 60                |

### You Got The Love (Erens Bootleg Mix)
| Lista (1991)                       | Najwyższa pozycja |
| ---------------------------------- | ----------------- |
| Holandia (Dutch Top 40)            | 69                |
| Wielka Brytania (UK Singles Chart) | 4                 |

### You Got The Love (Now Voyager Mix)
| Lista (1991)                            | Najwyższa pozycja |
| --------------------------------------- | ----------------- |
| Austria (Ö3 Austria Top 40)             | 20                |
| Belgia (Flandria) (Ultratop 50 Singles) | 49                |
| Holandia (Dutch Top 40)                 | 37                |
| Wielka Brytania (UK Singles Chart)      | 3                 |

### You Got The Love (New Voyager Mix)
| Lista (2006)                      | Najwyższa pozycja |
| --------------------------------- | ----------------- |
| Holandia (Single Top 100)         | 16                |
| Wielka Brytania (Singles Top 100) | 7                 |

## You’ve Got the Love
You’ve Got the Love – utwór indierockowej brytyjskiej grupy Florence and the Machine pochodzący z ich pierwszego albumu studyjnego zatytułowanego Lungs. 5 stycznia 2009 roku utwór został wydany przez wytwórnię Island Records jako piąty singel z płyty. Utwór wydany został także 1 grudnia 2008 roku jako strona B do singla „Dog Days Are Over”. Utwór to cover utworu „You Got the Love” The Source wraz z gościnnym udziałem Candi Staton. Do singla nakręcono także teledysk, którego reżyserią zajęła się Tabitha Denholm.

### Listy przebojów
| Lista (2010)                            | Najwyższa pozycja |
| --------------------------------------- | ----------------- |
| Australia (Top 50 Singles)              | 9                 |
| Austria (Ö3 Austria Top 40)             | 29                |
| Belgia (Flandria) (Ultratop 50 Singles) | 25                |
| Europa (European Hot 100)               | 20                |
| Niemcy (Top 100 Singles)                | 52                |
| Irlandia (Top 50 Singles)               | 16                |
| Szwajcaria (Singles Top 100)            | 49                |
| Wielka Brytania (UK Singles Chart)      | 5                 |
| Stany Zjednoczone (Alternative Songs)   | 34                |
| Stany Zjednoczone (Rock Songs)          | 42                |

## You Got the Dirtee Love
16 lutego 2010 roku podczas gali Brit Awards 2010 Florence and the Machine wykonali wraz brytyjskim raperem Dizzee Rascalem nową wersję piątego singla grupy zatytułowaną „You Got the Dirtee Love”. Dzień później utwór został wydany jako szósty singel grupy i zadebiutował na drugiej pozycji na liście UK Singles Chart. Singel znalazł się także na reedycji płyty Lungs oraz edycji deluxe albumu studyjnego Dizzeego, zatytułowanego Tongue n’ Cheek.

### Listy przebojów
| Lista (2010)                      | Najwyższa pozycja |
| --------------------------------- | ----------------- |
| Australia (Top 50 Singles)        | 27                |
| Irlandia (Top 50 Singles)         | 24                |
| European Hot 100 Singles          | 8                 |
| Wielka Brytania (Singles Top 100) | 2                 |